# Mogenahalli, Channapatna
Mogenahalli là một làng thuộc tehsil Channapatna, huyện Ramanagara, bang Karnataka, Ấn Độ.